# Dialetti agrigentini occidentali
Secondo la classificazione del Vocabolario Siciliano di Giorgio Piccitto, i dialetti agrigentini occidentali formano un sottogruppo del dialetto siciliano centro-occidentale.
In base alle sigle del VS, sono così ordinati:
- AG31= Burgio
- AG32= Villafranca Sicula
- AG33= Lucca Sicula
- AG34= Calamonaci
- AG35= Ribera
- AG36= Caltabellotta
- AG37= Sambuca di Sicilia
- AG38= Sciacca
- AG39= Santa Margherita di Belice
- AG40= Montevago
- AG41= Menfi
- AG42= Lampedusa
  - AG42a= Linosa